# Nammo
Nammo sta per Nordic Ammunition Company, azienda finnico-norvegese di difesa e aerospazio specializzata nella produzione di munizioni, motori a razzo e applicazioni spaziali. La società ha ramificazioni in Finlandia, Germania, Norvegia, Svezia, Svizzera, Spagna, Australia, USA e Canada. La società è al 50% posseduta dal Governo norvegese e dalla finlandese Patria. La società ha sede a Raufoss, Norvegia.
La società ha cinque business unit: Small Caliber Division, Medium & Large Caliber Division, Missile Products Division, Demil Division e Nammo Talley.

## Storia
Nammo viene fondata nel 1998 da Raufoss Ammunisjonsfabrikker, Patria, e Celsius. Raufoss più tardi nella parte Automotive continuò ad operare per la Norsk Hydro e Raufoss Technology. La proprietà di Nammo, al 50%, venne trasferita al Governo norvegese. 

## Prodotti

### Missile propulsion
- AIM-120 AMRAAM
- RIM-162 ESSM
- IRIS-T (licenza)
- Exocet
- AIM-9 Sidewinder
- Penguin
- Naval Strike Missile (Only rocket booster)
- ARIANE 5 (Separation & Acceleration Boosters)
- HVM (Hyper Velocity Missile)
- RBS 23 BAMSE SAM
- IDAS (Interactive Defence & Attack for Submarines)

### Orbital launch vehicle
Nel gennaio 2013, Nammo e Andøya Rocket Range spaceport annunciano lo sviluppo del "developing an orbital Nanosatellite launch vehicle (NLV) rocket system called North Star that will use a standardized hybrid motor, clustered in different numbers and arrangements, to build two types of sounding rockets and an orbital launcher" per lanciare carichi di 10 kg (22 lb) nanosat in polar orbit.

### Munizioni piccolo calibro
- 5.56×45mm NATO
- 6.5×47mm Lapua
- 7.62×39mm
- 7.62×51mm NATO and .308 Winchester
- 7.62×54mmR/7.62×53mmR
- 7.62×63mm (.30-06 Springfield)
- .338 Lapua Magnum (8.6×70mm)
- 9×19mm Parabellum

### Munizioni medio e grosso calibro
- 12.7×99mm (.50 BMG)
- 12.7×99 mm Raufoss Mk 211 Multipurpose
- 20×102mm
- 20×139mm
- 25×137mm
- 27×145mm
- 30×113mmB
- 30×173mm
- 35×228mm
- 40×51mm
- 40×53mm
- 40×365mmR
- 57 mm L/70 3P
- M72 LAW
- 120mm
- Propellant Charges, For Artillery and Mortars
- Artillery Shell Bodies
- Bomba a mano
- Warheads